# 35-й окремий полк НГ (Україна)
35-й окремий Сумський полк (35 ОП НГУ, в/ч 3051) — підрозділ у складі Східного оперативно-територіального об'єднання Національної гвардії України.

## Історія
19 березня 1993 року наказом МВС України на базі першого лінійного батальйону 2-го полку охорони ОВДО в/ч 3022 м. Шостка було сформовано 11 конвойний батальйон, який входив до складу 5 конвойної бригади, м. Харків, в/ч 3005. Першим командиром частини було призначено підполковника Бабінцева Бориса Германовича.
За клопотанням Сумської обласної державної адміністрації 20 лютого 1997 року до складу частини введені підрозділи з СМВЧМ. Перше заступлення на службу з охорони громадського порядку:
- 8 патрульної роти – 6 серпня 1997 року;
- 7 патрульної роти – 11 лютого 1998 року.

18 вересня 2007 року, напередодні Різдва Пресвятої Богородиці, відбулося урочисте відкриття та освячення на території військової частини молитовної кімнати на ім'я Преподобного Сергія Радонезького (цей святий є покровителем православних воїнів) архиєпіскопом Сумським і Охтирським владикою Марком.
В жовтні 2015 року з'явилася інформація про розгортання батальйону в полк.
Після російського вторгнення в 2022 році батальйон було розгорнуто в 35-й окремий полк. 28 червня 2025 року полку було надано почесну назву Сумський.

## Структура
- патрульна рота
- патрульна рота
- конвойна рота
- рота оперативного призначення (на бронетранспортерах)[3]
- рота спеціального призначення
- рота безпілотних систем «Svarog»[4]
- стрілецький (резервний) взвод
- взвод забезпечення
- взвод забезпечення

## Командування
- підполковник Бабінцев Борис Германович (1993)
- полковник Магілін Владислав Олександрович
- підполковник Ігор Ковальов (2010)
- підполковник Сергій Козинець (2015 — 2018)
- підполковник Євген Казанцев (2018 — по т.ч.)

## Втрати
1. 12 вересня 2024 — Бутенко Максим. Солдат, стрілець, помічник кулеметника 2-го кулеметного відділення взводу прикриття повітряного простору. Загинув поблизу селища Нью-Йорк Донецькох області внаслідок ворожого артобстрілу [5]
2. 4 квітня 2025 - Олександр Левендюк ("Фугас"). Загинув під час виконання бойового завдання поблизу Вовчанська[6].